# Tower of God
Tower of God (신의 탑, Sin-ui tap) – południowokoreański komiks internetowy (manhwa) z gatunku dark fantasy autorstwa S.I.U., ukazujący się od 30 czerwca 2010 roku na portalu internetowym Naver.
Na podstawie komiksu powstał serial animowany, emitowany w 2020 na Crunchyroll.

## Opis fabuły
Historia skupia się wokół chłopca zwanego Dwudziesty Piąty Baam, który spędził swe życie uwięziony w tajemniczej jaskini. Goniąc za swoją jedyną przyjaciółką, udaje mu się otworzyć drzwi do wieży. Musi teraz stawić czoła testom na każdym piętrze tej tajemniczej wieży starając się odnaleźć swoją towarzyszkę.

## Obsada
- Bam

Seiyū: Taichi Ichikawa 
- Rachel

Seiyū: Saori Hayami 
- Headon

Seiyū: Houchu Ohtsuka 
- Endorsi Jahad

Seiyū: Rie Suegara 
- Anaak Jahad

Seiyū: Akira Sekine 
- Khun Aguero Agnes

Seiyū: Nobuhiko Okamoto 
- Rak Wraithraiser

Seiyū: Kenta Miyake 
- Yuri Jahad

Seiyū: Mariko Honda 
- Hatz

Seiyū: Toshinari Fukamachi 
- Shibisu

Seiyū: Takuya Eguchi 
- Evan Edroch

Seiyū: Kazuyuki Okitsu 

## Anime
7 lutego 2020 komitet produkcyjny Tower of God Animation Partners ogłosił powstawanie adaptacji manhwy Tower of God. Projekt ten został zatytułowany Kami no tō: Tower of God (jap. 神之塔 -Tower of God).
25 lutego 2020 ogłoszono, że za produkcję serii odpowiada Telecom Animation Film, a projektem zarządza firma Sola Entertainment. Anime jest częścią Crunchyroll Originals i miało swoją premierę na platformie Crunchyroll 1 kwietnia 2020 roku. W Japonii seria miała swoją premierę 2 kwietnia o 0:30. 
Za reżyserię odpowiadał Takashi Sano, a asystentem reżysera został Hirokazu Hanai. Scenariusze do serii napisała Erika Yoshida, a projekty postaci przygotowali Masashi Kudo i Miho Tanino. Muzykę skomponował Kevin Penkin.